# Salinae (Tuzla)
Salinae je bilo rimsko naselje u antici na mjestu današnje Tuzle. Seobu naroda nije preživjelo i stradalo je najkasnije tijekom dolaska Avara i Slavena u 6. stoljeću.